# Cantone di Saint-Ismier
Il Cantone di Saint-Ismier era una divisione amministrativa dell'arrondissement di Grenoble.
A seguito della riforma approvata con decreto del 18 febbraio 2014, che ha avuto attuazione dopo le elezioni dipartimentali del 2015, è stato soppresso.

## Composizione
Comprendeva i comuni di:
- Bernin
- Biviers
- Montbonnot-Saint-Martin
- Saint-Ismier
- Saint-Nazaire-les-Eymes